# Валка (район)
Валка (на латвийски: Valkas rajons) e район в Латвия. Населението на района е 32 498 души, а територията е 2441 km2. Валка се дели на 4 града и 17 общини. Градовете са Валка (административен център на района), Смилтене, Стренчи и Седа.

## Населени места
| - Валка - Вариню - Вийциема - Билска - Бломе - Бранту - Ергеме - Евеле - Грундзале - Звартава |  | - Йерцену - Каркю - Лаункалне - Палсмане - Плану - Смилтене - Стренчи - Седа - Триката |